# Jennifer Jason Leigh
Jennifer Jason Leigh (n. Jennifer Leigh Morrow, 5 februarie 1962) este o actriță americană, nominalizată la BAFTA, Globul de Aur și Premiul Oscar pentru cea mai bună actriță în rol secundar pentru rolul lui Daisy Domergue din The Hateful Eight.